# Dyskalkyli
Dyskalkyli (nylatin dyscalculia, av grekiska dys-, dålig, och latin calculus, räknesten, beräkning) är specifika matematiksvårigheter. Dyskalkyli är inte förknippat med nedsatt intelligens, utan beror på neurologiska eller genetiska orsaker. Dyskalkyli kan ses som en form av funktionsnedsättning. Om svårigheterna beror på någon form av generell funktionsnedsättning, som till exempel nedsatt intelligens eller kognition, rör det sig inte om dyskalkyli utan brukar kallas för generella matematiksvårigheter. Att tycka att matematik är svårt är inte heller dyskalkyli, och kallas ibland för pseudodyskalkyli.
Akalkyli (a-, ingen) innebär fullständig avsaknad av förmåga till numeriska beräkningar. Den uppstår ofta i samband med hjärnskada och sådana personer har svårt med enkla begrepp som till exempel talserien 1–10.
De matematiska svårigheterna tros[källa behövs] vara orsakade av störningar i den mer grundläggande förmågan att förstå matematiska begrepp. Dyskalkyli kan även yttra sig som omkastning av siffror eller genom problem med att snabbt plocka fram sifferfakta ur minnet. En person med dyskalkyli kan även ha svårt att läsa av en analog klocka, hålla kontroll på sin egen ekonomi och att skilja på höger och vänster.
Det är inte utrett exakt varifrån dyskalkyli har sitt ursprung. Det kan ibland uppstå senare i livet som en följd av en hjärnskada. Dyslexi tros ha mycket gemensamt med dyskalkyli; dessa två specifika funktionsnedsättningar kan förekomma enskilda eller tillsammans. 
Dyskalkyli beskrevs första gången i början av 1900-talet av den svenske läkaren Salomon Eberhard Henschen, som var professor i medicin vid Karolinska Institutet.